# 767. grenadirski polk (Wehrmacht)
767. grenadirski polk (izvirno nemško 767. Grenadier-Regiment; kratica 767. GR) je bil pehotni polk Heera v času druge svetovne vojne.

## Zgodovina
Polk je bil ustanovljen 15. oktobra 1942 za potrebe 376. pehotne divizije.
Uničen je bil januarja 1943 in ponovno ustanovljen 17. februarja 1943 na Nizozemskem. 31. januarja 1944 je bil polk razpuščen..